# 大坪西
大坪西（おおつぼにし）は、宮崎県宮崎市の地名。大淀地域自治区に属している。住居表示実施地域。郵便番号は880-0932

## 地理
宮崎市の中部、大淀川の南岸の丘陵に位置する。
北方を花山手東、西方を北川内町、西方を大坪町倉ノ町、南方を薫る坂、大字恒久、大坪町草場崎、大坪町西六月と接する。

## 歴史
- 1983年- 大坪町・谷川町2丁目～3丁目・京塚町・恒久のそれぞれ一部をもって大坪西が成立。

## 世帯数と人口
2023年（令和5年）4月1日現在の世帯数と人口は以下の通りである。
| 町丁        | 世帯数  | 人口  |
| ----------- | ------- | ----- |
| 大坪西1丁目 | 308世帯 | 565人 |
| 大坪西2丁目 | 333世帯 | 650人 |

## 小・中学校の学区
市立小・中学校に通う場合、学区は以下の通りとなる。
| 町名   | 小学校             | 中学校             |
| ------ | ------------------ | ------------------ |
| 大坪西 | 宮崎市立大淀小学校 | 宮崎市立大淀中学校 |

## 交通

### バス
宮交グループの運営するバスが営業している。

### 道路
- 国道269号
- 宮崎県道9号宮崎西環状線

## 施設
- 宮崎江南病院